# Serapeum de Delos
Serapeion (en griego antiguo: Σεραπεῖον, romanizado: Serapeīon) o Santuario/Templo de Serapis era el nombre de varios santuarios de Antigua Grecia primitivos de Serapis en la isla de Delos en Grecia. Sus ruinas forman parte del yacimiento arqueológico de Delos, Patrimonio de la Humanidad de la Unesco. Más concretamente, los yacimientos forman parte de la ladera occidental del monte monte Cinto.
Había tres serapeum. Se conocen como Serapeum A, Serapeum B y Serapeium C. Todos ellos se construyeron en el período helenístico, en el siglo I a. C., y estuvieron en uso hasta el siglo I d. C. Las inscripciones sugieren que los edificios se utilizaban como lugares de culto. Las inscripciones sugieren que los edificios fueron utilizados por diversas asociaciones religiosas, como los eranistai, los therapeutai, los melanoforoi (vestidos de negro) y los serapiastai.

## Santuarios

### Serapeum A
El Serapeion A se construyó en torno al 220-200 a. C. Fue el primero de los santuarios dedicados a los cultos egipcios antiguos de Delos. Según una inscripción, fue construido por un inmigrante egipcio de tercera generación que, al igual que sus padres, sirvió como sacerdote de Serapis. Anteriormente, el culto se había albergado en casas particulares, pero, según la inscripción, el propio Serapis dispuso que se le construyera un santuario en la isla. El santuario fue destruido por el ejército de Mitrídates VI en el año 88 a. C. El yacimiento se excavó entre 1911 y 1912.

### Serapeum B
El Serapeum B se construyó alrededor del año 200 a. C. También fue destruido en el 88 a. C. El edificio se excavó en 1910.
El santuario estaba situado entre la Casa de Inopo y el Santuario de los dioses sirios. El edificio tenía una superficie de unos 390 m². En la sala principal había tres altares. El edificio también contenía un comedor con uno de los altares dedicados a Serapis, Isis y Anubis, tres salas de santuario más pequeñas y un patio de 10 × 12 m con un pequeño templo de unos 7,0 × 4,5 m en un lateral. En el edificio se han encontrado estatuas de Serapis, Zeus-Serapis y Horus.

### Serapeum C

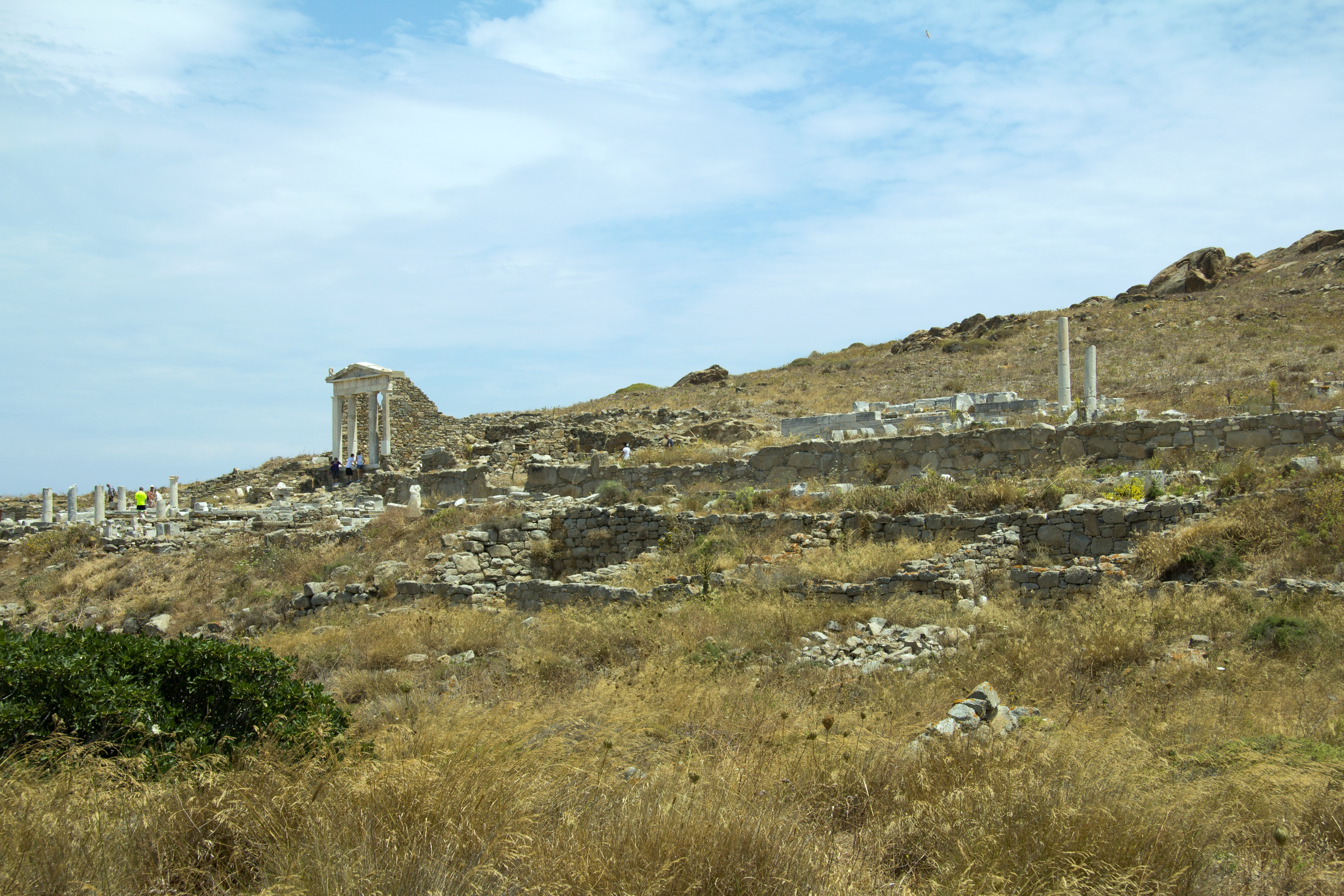
Ruinas del Serapeum C.

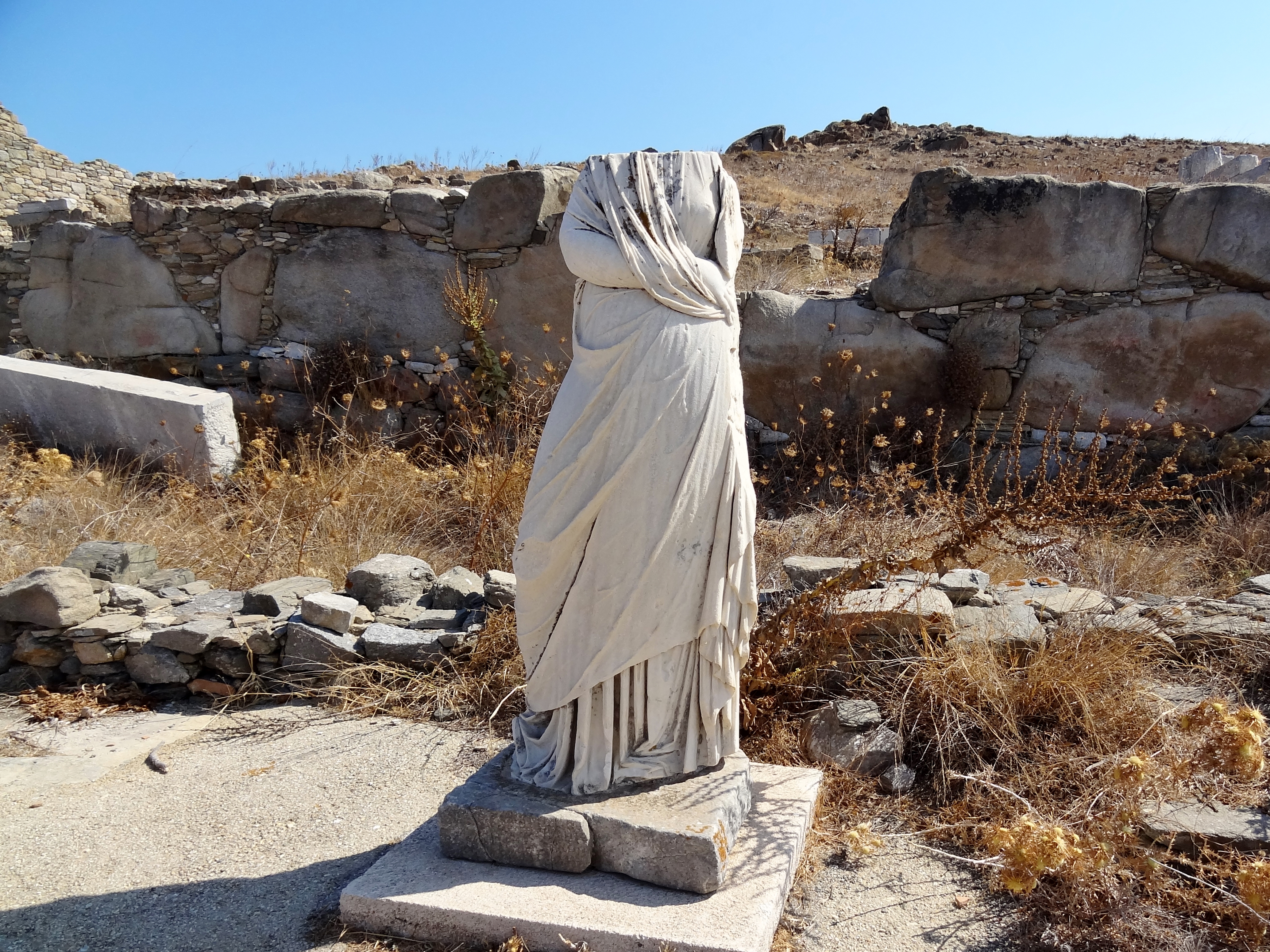
Restos de una escultura en las ruinas de Serapeum C.

Se construyó hacia el año 166 a. C. y estuvo en uso hasta el 69 a. C. El edificio fue descubierto en 1881 y las excavaciones se llevaron a cabo entre 1909 y 1910.
El santuario era el mayor de los tres Serapeum de Delos. Su tamaño era de unos 120 × 50 m, lo que hace que su superficie sea de unos 6000 m². Estaba situado al sur del Santuario de los dioses sirios]] y al oeste del Templo de Hera. La estructura constaba de dos partes. En el extremo norte había un patio de unos 45 × 30 metros. Alrededor había numerosos santuarios y pequeños templos. En el lado oriental del patio se encontraban, entre otros, el Templo de los dioses egipcios y otro Templo de Isis. En el extremo sur había una sección con columnas y un pasillo con esfinges en el centro. El tamaño de la sección era de unos 90 × 21-28 m. El pasillo conducía a un pequeño templo en su extremo sur.